# Nibelungen-Ideologie
Die Nibelungen-Ideologie bezeichnet solche Werthaltungen, die sich im Nibelungenlied finden lassen und mit der deutschen Mentalität und Geschichte in Verbindung gebracht wurden (und zwar im 19. und 20. Jahrhundert). Dabei ist insbesondere an Treue, deutschen Nationalismus und Militarismus zu denken.